# Liste der Mitglieder des liechtensteinischen Landtags (1918)
Diese Liste führt die Mitglieder des Landtags des Fürstentums Liechtenstein auf, der aus den Landtagswahlen vom 11. und 18. März 1918 hervorging. Erstmals wurden die zwölf vom Volk gewählten Abgeordneten direkt und ohne Wahlmänner gewählt. Die übrigen drei wurden bei dieser Wahl zum letzten Mal vom Landesfürsten ernannt.
Erstmals wurden bei dieser Wahl Vorschläge von den erst kurz zuvor gegründeten Parteien gemacht. Die einzigen beiden Parteien waren die Christlich-soziale Volkspartei (VP) und die Fortschrittliche Bürgerpartei in Liechtenstein (FBP). Zwar waren beide Parteien als konservativ und dem christlichen Glauben hingewandt einzustufen, doch war die FBP bedeutend konservativer, klerikal und reaktionär, während die VP demokratische und soziale Reformen durchzusetzen suchte und die Vertretung der Arbeiter einnahm.
Um in den Landtag gewählt zu werden, benötigte man mindestens mehr als die Hälfte aller abgegebenen Stimmen. Erreichten mehrere Kandidaten die absolute Mehrheit der Stimmen, zogen diejenigen ein, die die meisten Stimmen auf sich vereinigen konnten. Im Wahlkreis Oberland wurden sieben und im Wahlkreis Unterland fünf Abgeordnete gewählt. Da nicht alle Kandidaten eine absolute Mehrheit erreichten, fanden am 18. März 1918 Stichwahlen statt, um die fehlenden Abgeordneten zu bestimmen.

## Liste der Mitglieder
In Oberland wurden 974 Stimmen gezählt, was bedeutet, dass ein Kandidat mindestens 488 Stimmen brauchte, um in den Landtag einzuziehen. In Unterland wurden 611 Stimmen abgegeben, somit reichten 306 Stimmen.
| Name                  | Wahlkreis | Partei | Bemerkungen                                                                 |
| --------------------- | --------- | ------ | --------------------------------------------------------------------------- |
| Wilhelm Beck          | Oberland  | VP     |                                                                             |
| Johann Baptist Büchel | Ernennung | –      | legte sein Mandat am 29. April 1920 nieder, für ihn rückte Eugen Nipp nach  |
| Peter Büchel          | Unterland | FBP    | nach Stichwahl gewählt                                                      |
| Josef Gassner         | Oberland  | VP     |                                                                             |
| Johann Hasler         | Unterland |        |                                                                             |
| Franz Josef Hoop      | Unterland |        |                                                                             |
| Karl Kaiser           | Unterland | FBP    | nach Stichwahl gewählt                                                      |
| Franz Josef Marxer    | Unterland | FBP    |                                                                             |
| Eugen Nipp            | Ernennung | –      |                                                                             |
| Emil Risch            | Oberland  |        |                                                                             |
| Albert Schädler       | Ernennung | –      | legte sein Mandat im April 1919 nieder, für ihn rückte Gustav Schädler nach |
| Gustav Schädler       | Ernennung | –      |                                                                             |
| Josef Sprenger        | Oberland  | VP     |                                                                             |
| Friedrich Walser      | Oberland  |        |                                                                             |
| Johann Wanger         | Oberland  |        | nach Stichwahl gewählt                                                      |
| Johann Wohlwend       | Ernennung | –      |                                                                             |
| Albert Wolfinger      | Oberland  | VP     |                                                                             |